# Specialklassen
Specialklassen er en dansk improviserende improcomedy- og satiregruppe med hovedsæde i København.
Gruppen blev dannet i foråret 2008 af skuespillerne/komikerne Kasper D. Gattrup, Kasper Le Fevre, Kasper Nielsen og Rasmus Søndergaard.
Specialklassen optrådte ved Zulu Comedy Galla 2011, hvor de også var nomineret til Läkerol Talentprisen. De fik efterfølgende deres egen tv-serie Hotel Zimmerfrei, og har på tv-fronten medvirket i mange forskellige programmer, både sammen og hver for sig. Som Specialklassen har de bl.a. medvirket i Året der Gak, Dybvaaaaad!, Danmarksindsamlingen, Hjertegalla, Bingo Banko, Casper og Lars præsenterer, 4-stjerners middag.
I 2014 forlod Kasper Nielsen truppen.

## Live shows
Specialklassen har turnere årligt i hele landet med deres live impro-comedy shows. Ud fra få stikord, og publikums forslag, improviserer de scener, sketches, og sange frem.
- Ta-daaa - 2024
- Intet aftalt - 2022-2023
- Rider på bølgen - 2021-2022
- Comedy tour 2020
- Comedy tour 2019
- Impro er Gud 2018-2019
- Impro comedy musical show 2018+2019
- Skud fra hoften 2016
- Eftersidning - 2013-2015
- Specialklassen - live impro comedy 2008-2013

Ud over den årlige tour rundt i landet, har de også lavet en række forestillinger og specialshows - bl.a. "Skud fra hoften" - med Per Vers, "Impro Comedy Musical" sammen med bl.a. Sofie Kaufmanas, Sisse Gram De Fries, og Frederich Flachs orkester Jazzkollektivet.

## Radio4
I 2020 kunne man lytte til Specialklassen på Radio4, hvor de lavede programmerne "Tryghedssamfundet", og tv-spoof programmet "The Musical", hvor sidstnævnte var nomineret til en pris for årets radiosatire.
I tryghedssamfundet, der var et sketchprogram med musik, kunne man på satirisk vis stifte bekendtskab med flere karakterer, f.eks. "Palle fra Kalundborg", og "Rene og Mor" der fik lov til at glide videre med ind i Specialklassens program i 2021 der bare hedder "Specialklassen på Radio4".

## Redurs Jul
Julen 2009 udsendte Specialklassen i samarbejde med Strandstudiet Podcast julekalenderen Redurs jul.
Ideen opstod midt i november på en togtur hjem fra et job og en hurtig skitse af 24 mulige indhold til afsnit blev noteret. Der blev taget kontakt til Morten Schreyer ved Strandstudiet og på 5 sessioner af 4 timer blev julekalenderen improviseret ud fra en kort skitse af indhold. Derefter blev afsnittet redigeret og eventuelle lydeffekter blev lagt på for fylde.
Redurs Jul blev genudsendt på Facebook i 2012 ledsaget tegninger af Kim Andersen.

## Hotel Zimmerfrei
Gruppen fik deres egen impro-comedy serie på DR2, og i september 2012 var der premiere på Hotel ZimmerFrei. Programmet vandt i 2013 prisen for bedste comedy format i Cannes, og det blev solgt til bl.a. kinesisk TV.

## Eftersidning
I september 2013 havde Specialklassen urpremiere på deres nyskabte impro-forestiling Eftersidning.
Forestillingen tog udgangspunkt i den enkelte by, dens historie og lokalstof. Eftersidning spillede for fulde huse i København og turnerede efterfølgende rundt på landets mange teatre.